# Алієв Олександр Олександрович
Олекса́ндр Олекса́ндрович Алі́єв (нар. 3 лютого 1985, Хабаровськ, РРФСР) — український футболіст російського походження. Майстер спорту України міжнародного класу.

## Біографія

### Клубні виступи

#### Ранні роки
Народився і прожив дванадцять років у Хабаровську. Батько був військовим льотчиком, росіянином за національністю, в молодості грав у футбол. У дідуся Олександра було чеченське коріння.
Коли в Алієва-молодшого з'явилися деякі перспективи у футболі, було прийнято рішення переїхати ближче до Москви, оскільки з Хабаровська на серйозний рівень пробитися було важко. Ініціатором переїзду став батько. Алієви продали квартиру в Хабаровську і переїхали до Курська, де жила мати батька. Батьки Алієва до цих[яких?] пір живуть у Курську. Саме батька Алієв вважає першим тренером. У Курську Алієв пробув близько року. Грав за місцеву юнацьку команду. Потім був запрошений в Орел. Потім рік провів у школі московського «Спартака». У загальноосвітній школі Алієв майже не вчився, проте атестат у Києві отримав.

#### «Динамо»
У 1999 році Павло Яковенко взявся за проект «Футбольна академія „Динамо“ — 1985», згідно з яким належало зібрати в молодіжній академії клубу «Динамо» (Київ) найталановитіших гравців із просторів колишнього СРСР 1985 року народження. Завдяки Валерію Івановичу Таранухіну з московського «Спартака» в київське «Динамо» того року перейшли вісім гравців 1985 року народження — Андрій Прошин, Олександр Ситник, Анатолій Процак,Сергій Пучков, Денис Адлейба, Євген Таранухін, Олексій Прохоров, Леонід Мусін і Олександр Алієв. Однією з причин відходу такої кількості гравців стали умови проживання в школі «Спартака».

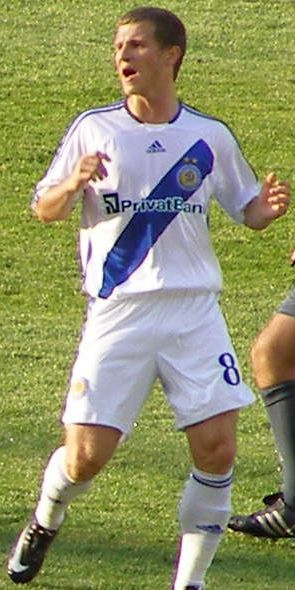
Олександр Алієв у складі «Динамо». Серпень 2008

Проте дебютував у професіональному футболі Олександр у бориспільському «Борисфені-2», який виступав у другій лізі. Провівши у чемпіонаті 10 матчів та забивши чотири м'ячі, юний футболіст звернув на себе увагу тренерів головної динамівської команди, у складі якої дебютував у основі 10 серпня 2002 року, в матчі 1/32 фіналу Кубка України проти «Енергетика» з Бурштина, а через тиждень, 17 серпня, вийшов на заміну в матчі чемпіонату України проти луцької «Волині», ставши в 17 років та 6 місяців наймолодшим дебютантом чемпіонату України в складі «Динамо».
Проте пробитись до основного складу Алієв відразу не зумів і до кінця 2005 року виступав здебільшого за другу команду, що грала у першій лізі. За головну команду за цей час провів лише 9 матчів у чемпіонаті, у яких забив один гол, та чотири гри у кубку, в яких теж забив один гол.
На початку 2006 року на правах оренди до кінця сезону був відданий у запорізький «Металург», де Алієв виступав під керівництвом В'ячеслава Грозного. Повернувшись до Києва, продовжив виступати здебільшого за другу команду, провівши до початку 2008 року в головній команді лише 6 матчів в чемпіонаті.
На початку 2008 року новим головним тренером «Динамо» став Юрій Сьомін, який почав довіряти футболістові. Навесні 2008 року зіграв кілька вдалих ігор за основну команду київських динамівців на позиції атакуючого півзахисника. До цього Алієв рідко грав за «Динамо» у вищій лізі, хоча за дублерів і другу команду зіграв понад півтори сотні матчів і забив більше ста голів.
7 травня 2008 року відбувся фінал Кубка України між командами «Шахтар» (Донецьк) і «Динамо» (Київ). Алієв вийшов у стартовому складі, але «випадав» із гри і був замінений. Це стало останнім матчем Алієва за головну команду в тому сезоні. Після гри Сьомін відправив Алієва з розташування основної команди. На прес-конференції головний тренер сказав, що Алієв порушив режим. Алієв у інтерв'ю підтвердив порушення режиму.
Перед початком сезону 2008/09 Алієва повернули в розташування основної команди під час літнього тренувального збору. На початку нового сезону він став основним гравцем команди, граючи на позиції плеймейкера. Алієв виконував всі стандарти, чимало забиваючи зі штрафних. Першу половину сезону Алієв провів впевнено, був одним із лідерів команди, яка пішла на зимову перерву, перебуваючи на першому місці в чемпіонаті, в 15 матчах чемпіонату забив 6 голів. У рамках групового турніру Ліги чемпіонів УЄФА сезону 2008—2009 Алієв запам'ятався принаймні двічі. Спочатку 21 жовтня 2008 року на стадіоні «Драгау» проти місцевого «Порту», коли забив переможний гол-красень зі штрафного на 27-й хвилині зустрічі. Пізніше 25 листопада, коли на 87-й хвилині драматичного поєдинку проти «Арсеналу» у Лондоні він отримав червону картку за непорозуміння з арбітром. Пізніше, згадуючи той епізод, Олександр повторив: «Судья — козёл!».
У березні 2009 року клуб продовжив контракт із Алієвим до кінця 2011 року. Чемпіонство київського «Динамо» та вихід до півфіналу Кубка УЄФА в сезоні 2008/09 стали зоряним часом для Алієва, який у 43 зіграних матчах забив 17 м'ячів.
Влітку 2009 року Сьомін повернувся до «Локомотива», а його змінив на посаді головного тренера «Динамо» Валерій Газзаєв. В першому ж матчі нового сезону Алієва спіткала травма, яку він отримав на 19-й хвилині матчу за Суперкубок України, проти полтавської «Ворскли». Відновлення після операції на зв'язках гомілкостопа зайняло трохи менше двох місяців, і після повернення до тренувань у загальній групі стало зрозуміло, що тренер на нього більше не розраховує. До кінця року Олександр зіграв лиш у трьох матчах чемпіонату. За словами Алієва новий головний тренер динамівців не довіряв гравцеві, і при ньому потрапити до складу в нього не було жодних шансів. Після цього Алієв вирішив покинути клуб.

#### «Локомотив»

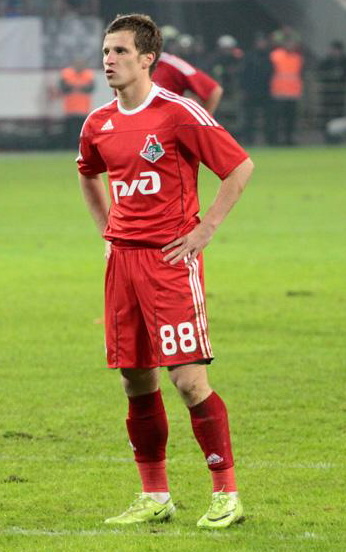
Олександр Алієв у складі «Локомотива». 20 березня 2010

9 січня 2010 року Алієв повинен був підписати контракт з московським «Локомотивом», де працював Сьомін. Однак увечері 8 січня футболіст через офіційний сайт «Динамо» (Київ) повідомив, що залишається в складі киян. Причиною цього Алієв назвав відсутність у «Локомотива» грошей на трансфер гравця. Тим не менше, 29 січня 2010 року рада директорів «залізничників» ухвалила принципове рішення купити 24-річного хавбека, після чого президент «Локомотива» Микола Наумов негайно зв'язався по телефону зі своїм колегою Ігорем Суркісом. Той погодився продати Алієва і навіть виявив готовність відкласти виплату «Локомотива»: половину з € 8 млн московський клуб виплатив відразу, решту — в 2011 році. 1 лютого 2010 року підписав контракт на 3 роки з російським «Локомотивом» і взяв 88-й номер. До переїзду в Москву Алієв вісім останніх років належав київському «Динамо».
У складі «Локомотива» Алієв дебютував 14 березня 2010 року в грі чемпіонату Росії з «Рубіном», в якому москвичі програли з рахунком 0:2. У наступній грі, з «Крилами Рад», Алієв забив перші два м'ячі за «Локомотив», який виграв з рахунком 3:0.
На чемпіонат Росії Алієв був заявлений як громадянин Росії, попри те, що він довгий час був громадянином України та російського паспорта не мав. 19 квітня 2010 року була створена спеціальна комісія РФС і РФПЛ, яка займалася з'ясуванням ситуації з громадянством Алієва. Сам футболіст визнав, що попри те, що він був заявлений у «Локомотиві» як росіянин, у нього був відсутній паспорт громадянина РФ. Через це «Локомотиву» мало не присудили технічну поразку в матчі чемпіонату Росії проти московського ЦСКА (1:1), так як з 74-ї по 94-у хвилину матчу в складі «залізничників» виступало сім іноземних гравців.
Тим часом Алієв почав забивати велику кількість голів, переважно зі штрафних ударів. У матчі з «Сибіром» він взагалі оформив дубль зі штрафних. Незабаром він став одним із головних фаворитів вболівальників «Локомотива», а Юрій Сьомін у своїх інтерв'ю стверджував, що Алієв — найкращий у світі виконавець штрафних ударів[джерело?]. Але в той же час справи у команди складалися погано: пік кризи припав на серпень, коли команда зазнала низку поразок, а після програшу «Лозанні» в Лізі Європі вболівальники заблокували автобус команди, вимагаючи пояснень від гравців, із якого вийшов лише Олександр Алієв.
У другій половині сезону Олександр знизив результативність штрафних ударів, але все одно з 14 голами став найкращим бомбардиром клубу, з 6 гольовими передачами — найкращим асистентом «залізничників», а з 20 очками за системою «гол + пас» (14 голів і 6 гольових передач) — найкращим в РПЛ. Після закінчення сезону «Локомотив» залишив головний тренер — Юрій Сьомін, який фактично привів Алієва в команду. У ЗМІ почали з'являтися чутки про можливе повернення Сьоміна і Алієва в «Динамо». Алієв пропустив два останні збори «Локомотива» і проводив тренування в Москві.

#### Повернення у «Динамо»

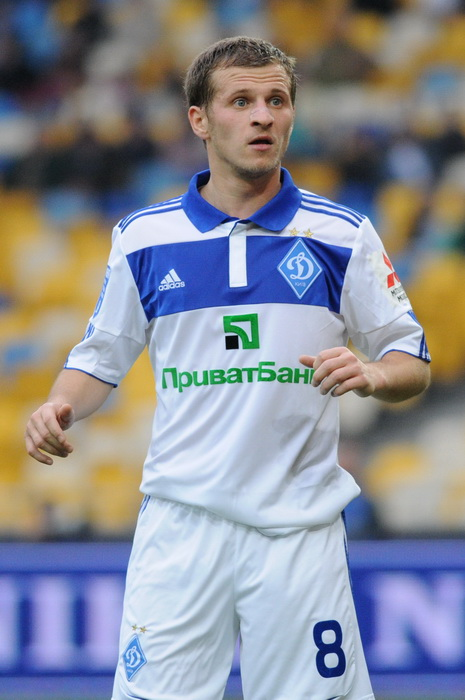
Олександр Алієв у складі «Динамо». 14 квітня 2012

Олександр виявив бажання залишити стан «залізничників» і повернутись у київське «Динамо», проте клубам довго не вдавалося досягти домовленості про перехід. 2 березня 2011 року переговори між «Динамо» і «Локомотивом» закінчилися переходом Алієва в київський клуб. Він підписав трирічний контракт. У першій половині 2011 року Алієв гравцем основного складу не став. З літньої відпустки Алієв навіть вийшов раніше всієї решти команди, щоб займатися з тренером з фізичної підготовки, якого найняв на власні кошти. У другій половині 2011 року справи у Алієва пішли дещо краще, проте в цілому рік для гравця пройшов невдало. Причиною того, на думку головного тренера «Динамо» — Юрія Павловича Сьоміна — стала «велика перерва» внаслідок конфлікту в «Локомотиві», коли Алієв «три-чотири місяці перебував без ігрової практики і повноцінного тренувального циклу». Поступово футболіст набрав кондиції і став стабільно залучатись до матчів «Динамо».
У літнє міжсезоння «Динамо», яке придбало ряд відомих і висококласних півзахисників (Ніко Кранчар, Раффаел, Мігел Велозу) почало підшуковувати Олександру варіант, щоб він міг грати в іншому клубі. За словами Ігоря Суркіса, таке рішення було прийнято через характер гравця. В результаті Алієв відправився в піврічну оренду без опції викупу в дніпропетровський «Дніпро», за яке дебютував у матчі з «Таврією» (3:1). Перший гол забив з пенальті в матчі з «Металургом» (Запоріжжя), в тому ж матчі віддав гольову передачу на Матеуса. Цей матч закінчився з рахунком 4:0 на користь «Дніпра». Після останнього матчу року Стеценко, головний директор клубу, повідомив, що орендна угода Алієва закінчується, при цьому він «не влаштовує головного тренера» й Алієв повертається в «Динамо» (Київ).
На початку 2013 року повернувся в «Динамо», проте не потрапляв до основного складу команди і виступав у молодіжному чемпіонаті. Влітку 2013 року «Динамо» заявило його за свою команду «Динамо-2», яка виступає в Першій лізі України. Так само клуб вирішив не продовжувати контракт із гравцем після його закінчення. При цьому гравець відмовився від переходу до французького «Евіану».

#### «Анжи»
15 січня 2014 року став гравцем російського клубу «Анжи». Після завершення сезону 2013/14, за результатами якого «Анжи» вилетіли з російської прем'єр-ліги, Алієв отримав статус вільного агента. На початку серпня 2014 року Олександр підписав новий контракт з махачкалинським клубом. У січні 2015 року російський клуб розірвав контракт з Алієвим.

#### «Рух» Винники
25 квітня 2015 року офіційно став гравцем аматорського футбольного клубу «Рух» (Винники), який виступає у Прем'єр-лізі Львівської області.
Олександр гратиме за «Рух» протягом трьох місяців. Уже 26 квітня провів перше тренування за свій новий футбольний клуб.
У першому ж матчі за команду з Винників забив м'яч у ворота ФК «Вінниця».

#### «Катандзаро» Київ
31 березня 2016 року був заявлений за аматорську команду «Катандзаро», що виступала у Київській футбольній любительській лізі.
У першому ж матчі за команду з Києва забив м'яч у ворота ФКФ-ТР.
З 10 травня 2016 року клуб «Катандзаро» почав виступати у чемпіонаті ВФЛ і Олександр зіграв ще декілька матчів, а потім перейшов в казахський «Тараз»
В 2017 році повернувся знову до команди та став чемпіоном Вищої Ліги «WSL». Окрім того за підсумками сезону отримав нагороди як найкращий бомбардир та найкращий гравець чемпіонату.

#### ФК «Хмельницький»
16 березня 2018 року очолив аматорський ФК «Хмельницький». 29 квітня 2018 року вперше вийшов на поле у складі хмельничан як граючий тренер.

### Збірна

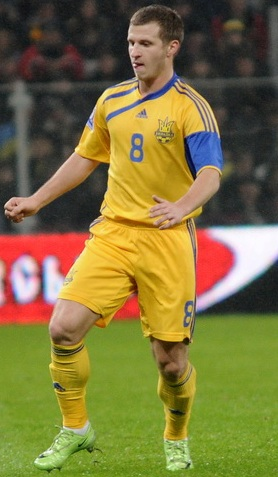
Олександр Алієв у складі збірної України. 19 листопада 2009

Виступав у складі юнацьких збірних на чемпіонатах Європи 2002 та 2004 років, та у складі збірної до 20 років на чемпіонаті світу серед однолітків.
У складі молодіжної збірної України до 21 року, взяв участь у молодіжному чемпіонаті Європи 2006 року, що проходив у Португалії. У тому турнірі Україна вийшла у фінал, де поступилася голландцям з рахунком 0:3.
Відзначався недисциплінованістю за межами футбольного поля[джерело?]. Через це[джерело?] його довгий час ігнорував наставник збірної України Олексій Михайличенко, який добре знав звички футболіста після спільної роботи у молодіжній збірній України.
Олександр дебютував за дорослу національну збірну 6 вересня 2008 року у Львові, вийшовши на заміну на початку другого тайму у матчі проти білорусів. З того часу став постійно викликатись до складу збірної і був включений до складу збірної на домашньому Євро-2012, де зіграв в одному матчі[якому?].

### Після повномасштабного вторгнення
На весні 2022 року Алієв вступив до лав територіальної оборони Києва. 13 грудня 2023 року Олександру було вручено посвідчення Учасника бойових дій.
10 жовтня 2024 року влада РФ оголосила Алієву підозру заочно, з можливим покаранням до 7 років ув’язнення.
У квітні 2025 року Алієва затримали в Києві за підозрою в водінні авто у нетверезому стані та мілкому хуліганстві.

## Особисте життя
Разом із дружиною Тетяною виховує двох дітей — сина Артема та доньку Аліну.

## Громадянська позиція
Від початку повномасштабного військового вторгнення РФ до України у лютому 2022 році Алієв записався до лав територіальної оборони Києва. Він розкритикував колишніх партнерів по збірній України Анатолія Тимощука та Івана Ордеця, які продовжили працювати в Росії та не висловили свою позицію щодо війни.

## Титули та досягнення

### Клубні трофеї
- Чемпіонат України:
  -  Чемпіон України (4): 2002/03, 2003/04, 2006/07, 2008/09
  -  Віце-чемпіон України (5): 2004/05, 2005/06, 2007/08, 2010/11, 2011/12
- Кубок України:
  -  Володар Кубка України (4): 2002/03, 2004/05, 2005/06, 2006/07
  -  Фіналіст Кубка України (2): 2007/08, 2010/11
- Суперкубок України:
  -  Володар Суперкубка України (3): 2006, 2009, 2011
- Чемпіонат України (перша ліга):
  -  Бронзовий призер чемпіонату першої ліги (1): 2002/03
- Неофіційні турніри:
  -  Переможець турніру пам'яті Валерія Лобановського (2): 2003, 2004
  -  Переможець Кубка «Першого каналу» (1): 2008

### Здобутки у збірній
- Молодіжна збірна України:
  -  Срібний призер молодіжного Чемпіонату Європи (1): 2006

### Індивідуальні досягнення
- Найкращий бомбардир української першої ліги (1): 2004

## Клубна кар'єра
Дані станом на 28 березня 2013 року
| Сезон     | Клуб              | Ліга         | Чемпіонат | Чемпіонат | Кубок | Кубок | Єврокубки | Єврокубки | Суперкубок | Суперкубок |
| Сезон     | Клуб              | Ліга         | Матчі     | Голи      | Матчі | Голи  | Матчі     | Голи      | Матчі      | Голи       |
| --------- | ----------------- | ------------ | --------- | --------- | ----- | ----- | --------- | --------- | ---------- | ---------- |
| 2001—2002 | «Борисфен-2»      | Друга ліга   | 10        | 4         | 0     | 0     | 0         | 0         | 0          | 0          |
| 2002—2003 | «Динамо» (Київ)   | Вища ліга    | 2         | 0         | 2     | 0     | 0         | 0         | 0          | 0          |
| 2002—2003 | «Динамо-2» (Київ) | Перша ліга   | 28        | 8         | 0     | 0     | 0         | 0         | 0          | 0          |
| 2002—2003 | «Динамо-3» (Київ) | Друга ліга   | 1         | 0         | 0     | 0     | 0         | 0         | 0          | 0          |
| 2003—2004 | «Динамо» (Київ)   | Вища ліга    | 2         | 0         | 1     | 0     | 0         | 0         | 0          | 0          |
| 2003—2004 | «Динамо-2» (Київ) | Перша ліга   | 26        | 16        | 0     | 0     | 0         | 0         | 0          | 0          |
| 2004—2005 | «Динамо» (Київ)   | Вища ліга    | 0         | 0         | 0     | 0     | 0         | 0         | 0          | 0          |
| 2004—2005 | «Динамо-2» (Київ) | Перша ліга   | 28        | 16        | 0     | 0     | 0         | 0         | 0          | 0          |
| 2005—2006 | «Динамо» (Київ)   | Вища ліга    | 5         | 1         | 3     | 1     | 1         | 0         | 1          | 0          |
| 2005—2006 | «Металург» З      | Вища ліга    | 8         | 1         | 3     | 1     | 0         | 0         | 0          | 0          |
| 2006—2007 | «Динамо» (Київ)   | Вища ліга    | 3         | 0         | 2     | 0     | 1         | 0         | 0          | 0          |
| 2006—2007 | «Динамо-2» (Київ) | Перша ліга   | 6         | 4         | 0     | 0     | 0         | 0         | 0          | 0          |
| 2007—2008 | «Динамо» (Київ)   | Вища ліга    | 10        | 3         | 3     | 1     | 0         | 0         | 1          | 0          |
| 2007—2008 | «Динамо-2» (Київ) | Перша ліга   | 11        | 9         | 0     | 0     | 0         | 0         | 0          | 0          |
| 2008—2009 | «Динамо» (Київ)   | Прем'єр-ліга | 26        | 13        | 1     | 0     | 16        | 4         | 1          | 0          |
| 2009—2010 | «Динамо» (Київ)   | Прем'єр-ліга | 3         | 0         | 1     | 0     | 0         | 0         | 1          | 0          |
| 2010      | «Локомотив» М     | Прем'єр-ліга | 25        | 14        | 0     | 0     | 2         | 1         | 0          | 0          |
| 2010—2011 | «Динамо» (Київ)   | Прем'єр-ліга | 6         | 2         | 2     | 0     | 0         | 0         | 0          | 0          |
| 2011—2012 | «Динамо» (Київ)   | Прем'єр-ліга | 26        | 5         | 1     | 0     | 9         | 0         | 1          | 0          |
| 2012—2013 | «Дніпро»          | Прем'єр-ліга | 12        | 2         | 1     | 0     | 5         | 2         | 0          | 0          |
| 2012—2013 | «Динамо» (Київ)   | Прем'єр-ліга | 0         | 0         | 0     | 0     | 0         | 0         | 0          | 0          |